# This Hour Has 22 Minutes
This Hour Has 22 Minutes est une émission de télévision humoristique canadienne créée par Mary Walsh et diffusée depuis le 1er octobre 1993 sur la chaîne de service public CBC.
Cette émission politique satirique est parmi les plus écoutées du Canada anglophone. Elle est connue pour ses entrevues parodiques de Stockwell Day, Preston Manning, Jean Chrétien et Gilles Duceppe. La série est parfois comparée à Royal Canadian Air Farce.
Le segment Talking To Americans (en) a notamment permis à Mercer de se faire connaître et d'avoir sa propre émission, The Rick Mercer Report.

## Distribution
- Cathy Jones
- Rick Mercer
- Greg Thomey (en)
- Mary Walsh
- Shaun Majumder
- Mark Critch
- Gavin Crawford